# Artéria mesentérica superior
A artéria mesentérica superior é responsável pela irrigação sanguínea de parte do pâncreas, todo o intestino delgado (exceto parte do duodeno), e de parte do intestino grosso. Origina-se da aorta abdominal, abaixo da origem do tronco celíaco.

## Ramos
| Ramo                                                                | Vascularização                                                                                    |
| artéria pancreaticoduodenal inferior, tanto anterior como posterior | cabeça do pâncreas e a parte descendente e inferior do duodeno                                    |
| artéria cólica média                                                | 2/3 colo transverso                                                                               |
| artéria cólica direita                                              | colo ascendente                                                                                   |
| artérias jejunoileais                                               | ramos para o íleo, ramos para o jejuno                                                            |
| artéria ileocólica ou íleosecocólica                                | (ramo terminal da artéria mesentérica superior) última parte do íleo, ceco, e apêndice vermiforme |

Os ramos médio, direito e ileocecal anastomosam-se entre si para formar a artéria marginal ao longo da borda interna do colo. Esta artéria é completada por ramos vindos da artéria cólica esquerda, a qual é ramo da artéria mesentérica inferior.